# Margrit Gärtner
Margrit Gärtner ist eine deutsche Managerin. Sie war von 2000 bis 2005 Geschäftsführerin der Leuna-Sanierungsgesellschaft in Halle und von 2000 bis 2007 Mitglied des Landesverfassungsgerichts Sachsen-Anhalt.

## Beruflicher Werdegang
Von Mai 2001 bis September 2005 war Margrit Gärtner Geschäftsführerin der GPF Gesellschaft zur Personalförderung mbH, Halle (Saale). Die GPF war eine Transfergesellschaft, die an der Umgestaltung des Chemiedreiecks mitarbeitete und dazu beitragen wollte, der Chemie in dieser Region wieder die Bedeutung beizumessen, die sie schon einmal hatte. Die GPF verknüpfte in einem ab 2002 bestehenden Bündnis mehr als hundert Projektträger aus Wirtschaft, Wissenschaft, Politik, sozialen Einrichtungen und Vereinen, die im Zeitraum bis April 2005 52 Projekte bearbeiteten. In deren Folge entstanden 149 Arbeitsplätze neu.
Am 8. November 2000 wurde sie zur Geschäftsführerin der Leuna Sanierungsgesellschaft in Halle bestellt. Diese übernahm und betreute Arbeitnehmer, die aus Unternehmen bei einer Insolvenz  oder bei Personalabbau aufgrund von strukturellen Veränderungen ausschieden. Ziel war es, ihnen durch Fortbildung und Umschulung wieder Arbeit zu vermitteln. In dieser Funktion war Margrit Gärtner bis zum 6. September 2005 tätig.
Im November 2000 lief die Amtsperiode der ersten Mitglieder des 1993 gegründeten Landesverfassungsgerichts Sachsen-Anhalt nach sieben Jahren ab. Am 10. November 2000 wurde Margrit Gärtner vom Landtag von Sachsen-Anhalt für die Dauer von sieben Jahren als Richterin in das Landesverfassungsgericht Sachsen-Anhalt gewählt. Sie gehörte dem Gericht als eines von drei weiteren Mitgliedern an, die wegen ihrer Erfahrung im öffentlichen Leben für diese Aufgabe ausgewählt werden.
Die Ernennung durch Ministerpräsident Reinhard Höppner fand am 13. Dezember 2000 statt, am folgenden Tag die Vereidigung.